# Cabrália Paulista (kommun)
Cabrália Paulista är en kommun i Brasilien.   Den ligger i delstaten São Paulo, i den södra delen av landet, 800 km söder om huvudstaden Brasília. Antalet invånare är 4 365.
Följande samhällen finns i Cabrália Paulista:
- Cabrália Paulista

Omgivningarna runt Cabrália Paulista är huvudsakligen savann. Runt Cabrália Paulista är det glesbefolkat, med 8 invånare per kvadratkilometer.